# Фото (программное обеспечение)
Фото (Photos) — приложение для работы с фотографиями, разработанное Apple. Было выпущено в рамках бесплатного обновления для всех пользователей операционной системы OS X Yosemite (10.10.3) 8 апреля 2015 года.

## История
В июне 2014 года было объявлено, что Apple планирует прекратить разработку программ iPhoto и Aperture. Пользователям будет предложено перейти на Фото, при этом имеющиеся фотографии и видеоролики будут перемещены автоматически (импортировать их повторно не потребуется).

## Особенности
Фото предназначено для более простой работы с фотографиями чем его предшественники. Фотографии организованы "моментами", по времени и месту где сделаны фотографии из метаданных прикрепленных к фотографии. 

### Редактирование
Фото предоставляет базовый набор инструментов для редактирования фотографий: возможность обрезать и поворачивать фото, изменять яркость, контраст, ретушировать отдельные элементы. Программа была раскритикована за отсутствие продвинутых инструментов, к которым привыкли пользователи Aperture.

### Медиатека iCloud
Медиатека iCloud (iCloud Photo Library) глубоко интегрирована в программу: фотографии и видео сохраняются и синхронизируются с устройствами Apple, на которых включена iCloud Photo Library (например, Mac, iPhone, iPad, Apple Watch). По умолчанию пользователю предоставляется 5ГБ пространства в рамках бесплатного аккаунта iCloud. Дополнительное пространство можно приобрести по подписке.